# Meiji-Restauration

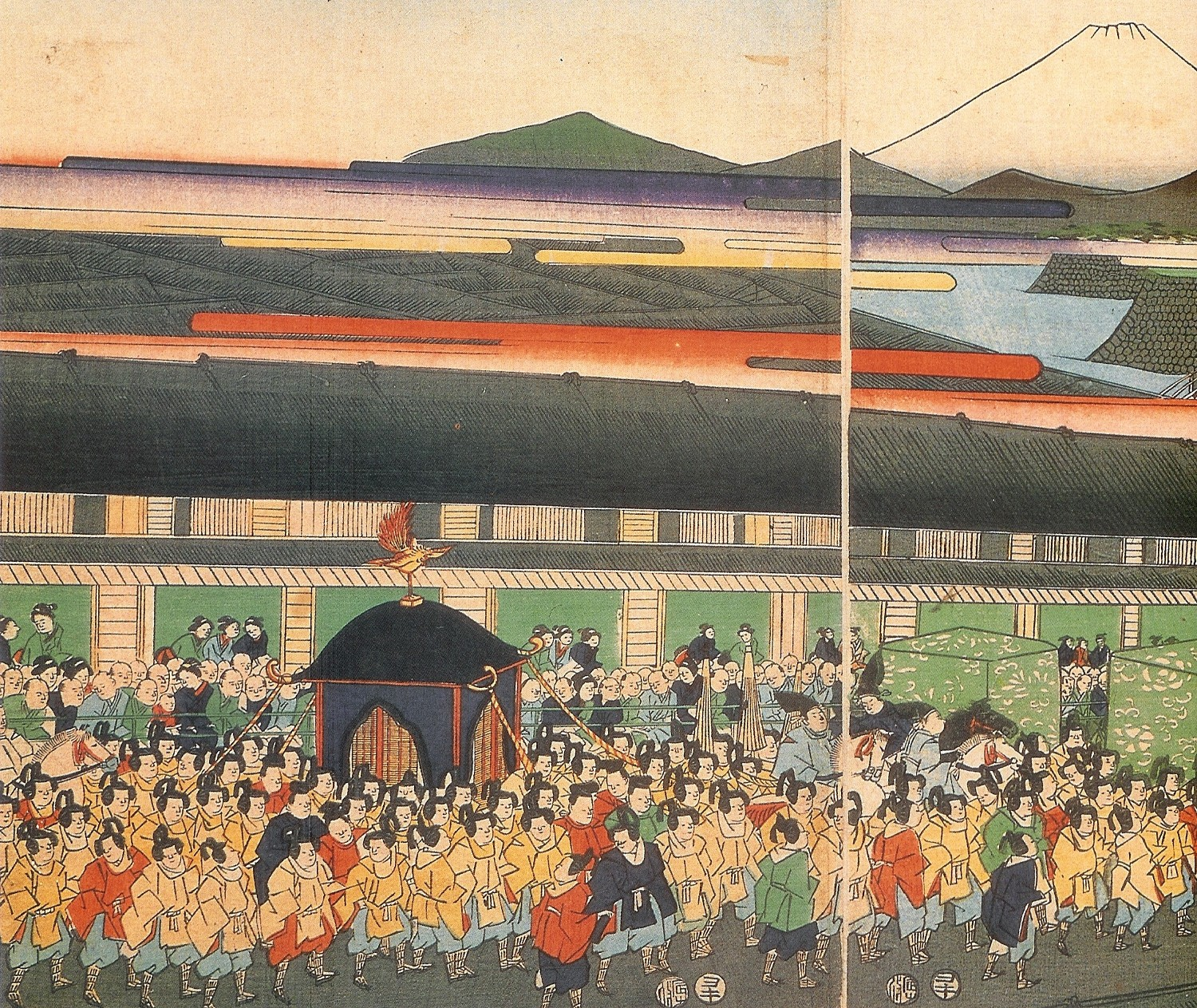
Einzug des Meiji-Tennō in Tokio (1869)

Iwakura-Mission (1872)

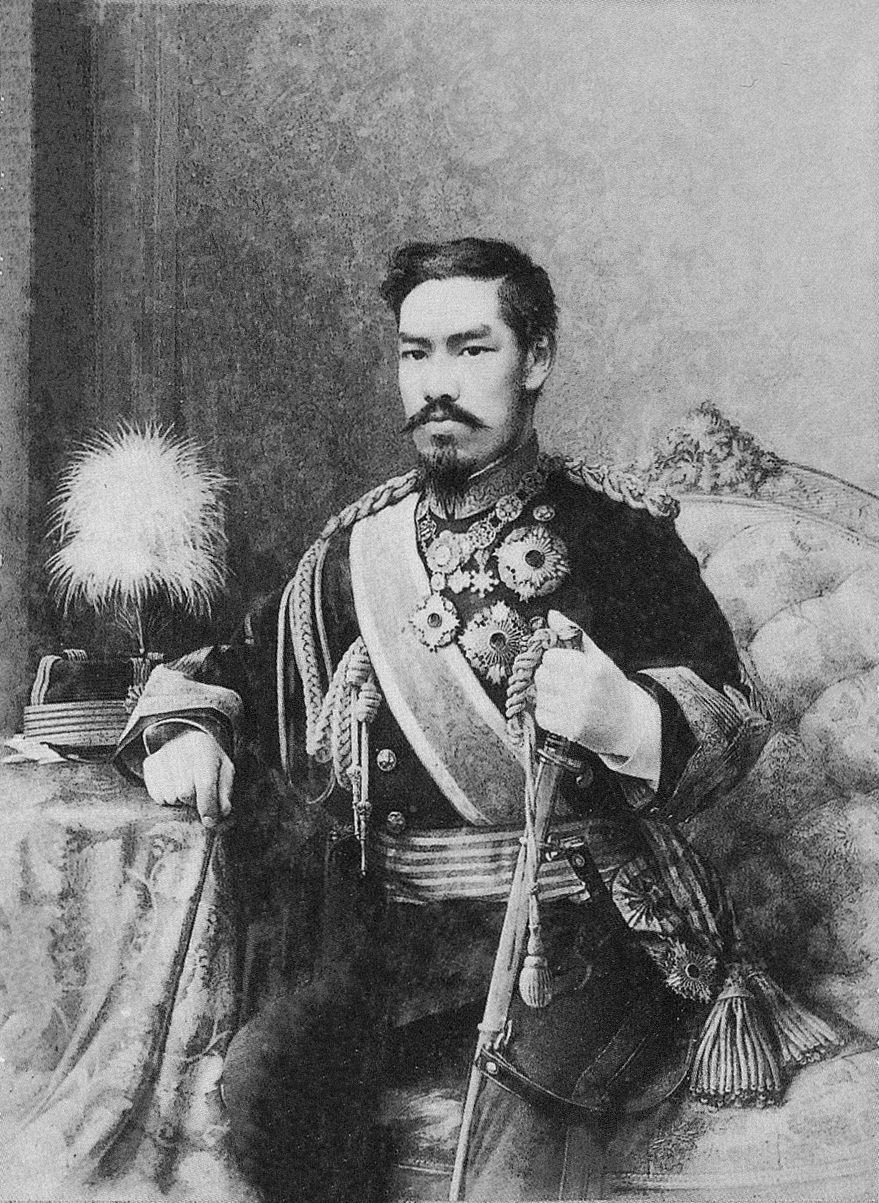
Meiji-Tennō (1888)

Der Begriff Meiji-Restauration (japanisch 明治維新, Meiji ishin) bezeichnet formal die Erneuerung der Macht des Tennō und die Abschaffung des Shōgunats in Japan ab 1868. Damit verbunden war nicht nur der Aufbau eines neuen politischen Systems nach westlichen Vorbildern, sondern auch eine völlige Umgestaltung der japanischen Gesellschaft. Die Meiji-Restauration, die nach dem Thronnamen des Kaisers Meiji benannt ist, endete praktisch mit dem letzten Widerstand des Samurais Saigō Takamori 1877. Ihren formellen Abschluss fand die Restauration mit Inkrafttreten der Verfassung des Japanischen Kaiserreiches von 1890.

## Geschichtlicher Hintergrund
Seit Anfang des 19. Jahrhunderts erreichten vermehrt ausländische Schiffe Japan und bedrohten dessen in der Edo-Zeit seit Mitte des 17. Jahrhunderts bestehende Landesabschließung. Als eine der ersten Reaktionen ordnete das Shogunat an, den gesamten Küstenverlauf Japans zu vermessen, was Inō Tadataka in kurzer Zeit gelang. Mit der Bedrohung von außen wurden die Kokugaku-Studien intensiviert, die dem neu entstehenden japanischen Nationalstaat eine ideologische Grundlage verschaffen sollten.
Als der amerikanische Commodore Perry mit seinen „Schwarzen Schiffen“ in der Edo-Bucht erschien, sah sich das Shogunat 1854 zu einer teilweisen Öffnung des Landes gezwungen. Diese Nachgiebigkeit führte unter anderem dazu, dass einige Han (Lehensfürstentümer), die seit dem Beginn der Tokugawa-Zeit von der Regierung ausgeschlossen waren (Tozama daimyō), gegen das Shogunat rebellierten.
In dieser schwierigen Zeit trat 1866 Tokugawa Yoshinobu als 15. Shōgun sein Amt an. Am 8. November 1867 einigten sich die gegnerischen Han auf ein gemeinsames Vorgehen gegen die Bakufu (幕府) genannte Shogunatsregierung. Tags darauf gab Yoshinobu die Rückgabe der Regierungsgewalt an den Tennō (大政奉還, taisei hōkan) bekannt, allerdings ohne ausdrücklich darauf zu verzichten, an einer Neugestaltung der Regierung mitzuwirken. Daraufhin erklärten die gegnerischen Han unter Mitwirkung des Hofadels am 3. Januar 1868 im Namen des Tennō die Wiederherstellung der kaiserlichen Macht (王政復古, ōsei fukko) unter Ausschluss der Tokugawa. Der Shōgun, der sich in Ōsaka aufhielt, reagierte mit der Mobilisierung seiner Armee und setzte sie am 27. Januar in Richtung Kyōto in Bewegung. Damit begann der Boshin-Krieg, der am 3. Mai mit der Übergabe von Edo an die neue Regierung und zum endgültigen Rücktritt des Shōguns führte, aber erst im folgenden Jahr beendet wurde.

## Die neue Regierung
Die neue Regierung wurde zunächst nach dem alten kaiserlichen Modell, als Dajōkan (太政官), gebildet. Sie bestand vor allem aus Vertretern des Chōshū- und Satsuma-han, ergänzt durch Vertreter des Tosa- und Saga-han und Vertreter des Hofadels (Kuge). Aber auch aus dem ehemaligen Bakufu wurden fähige Personen übernommen. Von Beginn an lassen sich ein nationaler, imperialistischer und ein progressiver, um innere Reformen bemühter Flügel unterscheiden. Die neue Regierung bereitete den relativ abstrakt gehaltenen „Fünf-Paragraphen-Eid“ (五箇条の御誓文, gokajō no goseimon) vor, der im Frühjahr 1868 vom Tennō verkündet wurde. Als wichtigste Aussage kann man die Abschaffung der alten Stände-Gesellschaft sehen. Auch wird eine zukünftige Beteiligung des Volkes an der Regierung angedeutet.
Die interne Diskussion um ein modernes Rechtssystem und eine Verfassung begann bereits in den 1870er Jahren, wurde dann in den 1880er Jahren konkreter. Deutschland wurde auf diesen beiden Gebieten zum Vorbild. Im Vorgriff auf die Verfassung wurde 1885 das erste Kabinett nach europäischem Muster gebildet.

### Innenpolitik
Als Startsignal gaben die in der neuen Regierung vertretenen Han ihre Lehen zurück (版籍奉還, hanseki hōkan), die anderen mussten dann folgen. Als weitere Maßnahme wurden die Han abgeschafft und in Präfekturen umgewandelt (廃藩置県, haihan chiken), was sich aber über Jahre bis 1888 hinzog, bis aus den zwischendurch mehr als 300 Präfekturen 46 auf der Basis der alten Provinzen wurden. Dazu kam das Entwicklungsgebiet Hokkaidō. Mit der Auflösung der feudalen Strukturen wurden alle Japaner wieder direkte Untertanen des Tennō bzw. der Zentralregierung. Die Bauernbewegung zur Verringerung der Steuerlast und des Pachtzinses entwickelte sich landesweit und in politischer Form.
Mit der Einführung der allgemeinen Wehrpflicht 1872 verloren zudem die Samurai ihren Sonderstatus. Saigō, der sich 1873 mit seinem Strafzug gegen Korea nicht durchgesetzt hatte und sich nach Kyūshū zurückgezogen hatte, nutzte die allgemeine Unzufriedenheit 1877 für eine militärische Rebellion, es kam zum „Südwest-Krieg“. Mit der Niederschlagung und dem Tod Saigōs war das neue System endgültig gesichert.
1869 schuf die Meiji-Regierung mit der Hokkaido-Entwicklungsbehörde (Hokkaido kaitakushi) eine zentrale Institution, um die Insel in die japanische Nation zu inkorporieren. Der Staat siedelte vor allem Angehörige von Samuraifamilien an. Ebenso wurden die indigenen Ainu einer kulturellen Assimilationspolitik unterworfen. Nur wenige Siedler wurden permanent in Hokkaido sesshaft, aber es gelang dem Staat, die Insel kulturell und ökonomisch zu assimilieren.
Die Samurai waren trotz nahezu vollständiger Abschaffung ihres Standes beträchtlich am Meiji-Staat beteiligt. Die Soziologin Eiko Ikegami beschreibt die Samurai unter anderem als eine wichtige Quelle von Intellektuellen, die zum Beispiel wegen der neuen nationalen Schulpflicht nötig geworden waren. Zudem bestand ein beträchtlicher Teil der Beamten im neuen Regierungssystem aus ehemaligen Samurai: 1881 waren 41 % aller Beamten Ex-Samurai, 1885 lag ihr Anteil bei hohen Beamten sogar bei 95 %.

### Außenpolitik

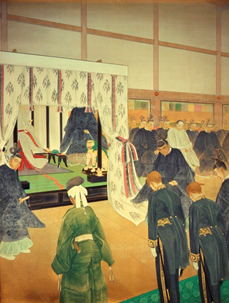
Empfang von Dirk de Graeff van Polsbroek und Léon Roches bei Kaiser Meiji

Am 23. März 1868 erhielten die beiden Diplomaten Dirk de Graeff van Polsbroek für die Niederlande und Léon Roches für Frankreich als erste europäische Gesandte eine persönliche Audienz bei Kaiser Meiji in Edo (Tokio). 1871 begab sich die Iwakura-Mission auf eine Weltreise. Die Teilnehmer wollten die neue Regierung Japans vorstellen, die „Ungleichen Verträge“ von 1854 ablösen und sich persönlich ein Bild vom Westen machen. Nachdem die USA Verhandlungen zu den Verträgen ausgeschlossen hatten, gab es auch in Europa nichts zu verhandeln. Trotzdem kann die Reise als Erfolg gewertet werden, zumal der Sekretär Iwakuras, Kume Kunitake, eine durch Literatur-Studium ergänzte fünfbändige Reisebeschreibung verfasste, die ein detailliertes Bild des Westens vermittelte.
Die Mission kam rechtzeitig zurück, um eine militärische Expedition unter Saigō nach Korea zu verhindern. Dabei ging es unter anderem um das Zurückdrängen des chinesischen Einflusses. Japan bestätigte jedoch nun im Japanisch-Koreanischen Freundschaftsvertrag 1876 die Unabhängigkeit Koreas.
Die Regierung schloss 1875 den Vertrag von Sankt Petersburg und einigte sich mit Russland, auf die Insel Sachalin im Ausgleich für Anerkennung der japanischen Kontrolle der Kurilen zu verzichten. Im März 1879 besetzten japanische Truppen die Ryūkyū-Inseln; der Fürst der Inseln wurde als Adliger in das japanische Herrschaftssystem integriert und das Territorium als Präfektur Okinawa in das Kaiserreich inkorporiert. Die Regierung versuchte, mit der Besetzung einem von ihr vermuteten US-amerikanischen Kolonisationsversuch zuvorzukommen.

### Technik und Wissenschaft
Die Regierung ging auf zwei Wegen vor: einerseits wurden Techniker und Wissenschaftler als Berater bzw. als Lehrer (o-yatoi gaikokujin) eingeladen, zum anderen wurden ausgewählte Studenten in das Ausland geschickt. 1877 wurden verschiedene Vorgänger-Einrichtungen zur Universität Tokio zusammengefasst. Sie erhielt das große Gelände der Stadtresidenz der wohlhabenden Familie Maeda im Stadtteil Hongō.

### Politische Führer
Die politische Führungsgruppe, die sich von 1868 bis 1890 (und zum Teil darüber hinaus) die Regierungsämter teilte, wurde als Meiji-Oligarchie bezeichnet.

## Nachbemerkung
Die Meiji-Restauration war ein vielschichtiger Vorgang, der im Detail immer wieder Neubewertung erfährt. Der Prozess der Modernisierung war nicht einfach, das lassen die Aufstände, die Anschläge mit Toten und Verwundeten innerhalb der Regierung (Etō Shimpei, Saigō Takamori, Ōkubo Toshimichi, Mori Arinori, Iwakura Tomomi, Ōkuma Shigenobu) erkennen. Fest steht, dass es Japan gelang, sich aus eigener Kraft – mit gebildeter Elite und mit genügend eigenen Mitteln zur Finanzierung der gesamten Entwicklungshilfe – als Ausnahme in Asien innerhalb kurzer Zeit zu einer vom imperialistischen Westen respektierten, modernen Nation zu entwickeln.

## Journaal van Jonkheer Dirk de Graeff van Polsbroek
Der niederländische Diplomat Dirk de Graeff van Polsbroek verfasste zwischen 1850 und 1870, in einer Zeit, in der sich Japan modernisierte und maßgeblich durch Kaiser Meiji dem Westen annäherte, zahlreiche Tagebücher, die unter dem Namen Journaal van Jonkheer Dirk de Graeff van Polsbroek 1857-1870; belevenissen van een Nederlands diplomaat in het negentiende eeuwse Japan herausgegeben wurden. Ein Teil der darin enthaltenen Illustrationen wurde von ihm selbst gezeichnet. Sein Werk stellt ein wertvolles Dokument zur Erforschung jener Zeitenwende in Japan dar.